# Comune di Sallingsund
Il comune di Sallingsund, fino al 1º gennaio 2007 è stato un comune danese situato contea di Viborg, il comune aveva una popolazione di 6 083 abitanti (2005) e una superficie di 99 km². Capoluogo era la cittadina di Durup.
Dal 1º gennaio 2007, con l'entrata in vigore della riforma amministrativa, il comune è stato soppresso e accorpato, insieme ai comuni di Spøttrup e Sundsøre, al riformato comune di Skive.